# Algernon Percy (1er comte de Beverley)
Pour les articles homonymes, voir Algernon Percy.
Algernon Percy, 1er comte de Beverley (21 janvier 1750 – 21 octobre 1830), titré Lord Lovaine entre 1786 et 1790, est un homme politique britannique qui siège à la Chambre des communes de 1774 à 1786, avant d'accéder à la Pairie.

## Biographie
Né Algernon Smithson, il est le second fils de Hugh Percy (1er duc de Northumberland), et son épouse, Elizabeth Seymour, fille unique d'Algernon Seymour (7e duc de Somerset). Il est le frère de Hugh Percy (2e duc de Northumberland), et le demi-frère de James Smithson. Il fait ses études au Collège d'Eton.
En 1774, Percy est élu député de Northumberland. Il est élu dans le Northumberland et à Bere Alston en 1780, et choisit de continuer à siéger pour le comté de Northumberland. En 1786, il quitte les Communes lorsqu'il hérite de son père la baronnie de Lovaine (un titre qui est créé par son père pour Algernon son second fils). Il est créé comte de Beverley, dans le comté de York, en 1790.

## Mariage et descendance
Lord Beverley épouse Isabella Burrell, deuxième fille de Peter Burrell (1724-1775) et la sœur de Peter Burrell (1er baron Gwydyr), en 1775. Ils ont:
- Charlotte Percy (1776-1862), mariée avec George Ashburnham (3e comte d'Ashburnham).
- Elizabeth Percy, (1777-1779)[1]
- George Percy (5e duc de Northumberland) (1778-1867)
- Algernon Percy (diplomate) (1779-1833), diplomate.
- [un enfant](mort-né)(1781)
- Susanna (1782- )
- Hugh Percy (évêque), plus tard Évêque de Rochester et Carlisle.
- Josceline Percy (1784-1856) (en), commandant de la marine.
- Henry Percy (1785-1825) (en), officier de l'armée, mort célibataire, mais avec deux enfants illégitimes de Marion Durand, une femme française, qu'il rencontre alors qu'il est prisonnier de guerre en France, Henry Marion Durand et Percy Durand[2],[3],[4]. Sir Henry Durand a été créé baronnet en 1892.
- Emily Charlotte Percy (1786-1877), mariée à Andrew Mortimer Drummond.
- William Henry Percy (1788-1855), homme politique et commandant de la marine.
- Francis John Percy (1790-1812), officier de l'armée.
- Charles Greatheed Bertie Percy (1794-1870).
- Louisa Margaret Percy, (1796-1796).

Lord Beverley est mort en octobre 1830, âgé de 80 ans, et est remplacé par son fils aîné, George, qui plus tard hérite du duché de Northumberland de son cousin, le 4e duc, en 1865.